# Gorodisxi (Uliànovsk)
|  | Per a altres significats, vegeu «Gorodisxi». |

Gorodisxi (en rus: Городищи) és un poble de l'óblast d'Uliànovsk, a Rússia, que en el cens del 2010 tenia 65 habitants. Pertany al districte d'Inza.